# الیسا لئونیدا زامفیرسکو
الیسا لئونیدا زامفیرسکو (رومانیایی: Elisa Leonida Zamfirescu؛ ‏ ۱۰ نوامبر ۱۸۸۷ – ۲۵ نوامبر ۱۹۷۳) مهندس و آموزگار اهل رومانی بود.
او یکی از نخستین زنانی است که توانست مدرک مهندسی دریافت دارد.
وی زادهٔ شهر گالاتسی در رومانی است و در برلین، واجد شرایط گشت. در خلال جنگ جهانی اول، او مدیریت یک بیمارستان در رومانی را بر عهده داشت.